# Henschel DHG 240 B
A Henschel DHG 240 B a Henschel Gépgyár dízelmozdony-sorozata. A B tengelyelrendezésű mozdonyból összesen 34 darab készült 1964 és 1971 között. Fő felhasználási területe elsősorban a németországi és svájci vegyipari üzemek és olajfinomítók vágányhálózatán a tolatási munkák kiszolgálása.